# Igreja de Santa Maria Salomé
A Igreja de Santa Maria Salomé (em galego: Igrexa de Santa María Salomé) é um templo católico originalmente construído no século XII situado em Santiago de Compostela, Galiza, Espanha. Ao que se diz, é a única igreja dedicada a Santa Salomé, mãe de Santiago Zebedeu.

## Descrição
A igreja foi originalmente construída sob o impulso do bispo Diego Gelmires (primeiro terço do século XII). Dessa época existem ainda alguns vestígios, como o pórtico românico, em cuja decoração se destaca como motivo central uma imagem da Adoração do Menino
Do período gótico destacam-se principalmente duas capelas situadas ao lado da nave principal, ao lado da epístola. A primeira destas capelas, mais perto da cabeceira, é dedicada a Nossa Senhora. Segundo o investigador Caamaño, os seus fundadores e patrocinadores foram Lope de Losada e Teresa Gómez Mosquera — há registos do acordo entre Dona Teresa e Sadornín Fernández sobre certos detalhes sobre a capela, datados de 2 de maio de 1578. A capela contígua é da mesma época e, como a de Nossa Senhora, é de planta retangular e abóbada, alçada sobre mísulas, com cinco chaves e o mesmo tipo de arco de acesso. Ligeiramente posterior, o alpendre foi construído no início do século XVI. O átrio tem um arco gótico à frente e arcos de meio ponto nos lados.
Além da profusão de detalhes próprios da devoção mariana, os estudiosos citam também como elemento interessante na igreja a torre barroca, finalizada no século XVIII. Por causa dos seus traços vigorosos, no dizer de Ramón Otero Pedrayo, a Igreja de Santa Maria Salomé já foi «comparada a uma moça aldeã garrida e piedosa num sarau e passeio das damas aristocráticas.»